# Jakob Hertz
Jakob Hertz (* 25. Juli 1850 in Polen; † 25. Februar 1925 in Herisau; heimatberechtigt in Unterembrach) war ein Schweizer Arzt und Kantonsrat aus dem Kanton Appenzell Ausserrhoden.

## Leben
Jakob Hertz war ein Sohn des Stanislaus Hertz und der Verena Buchner. Im Jahre 1878 heiratete er Lina Zinggeler, Tochter des Johann Jakob Zinggeler. Er besuchte ein Gymnasium in Warschau und erwarb den Doktor in Medizin in München. Zuerst war Jakob Hertz Schiffsarzt und anschliessend Assistenzarzt in Wallisellen. 1876 arbeitete er als Feldarzt im serbisch-türkischen Krieg. Von 1878 bis 1899 arbeitete er als Arzt in Teufen und ab 1901 als Arzt in Herisau. Von 1896 bis 1897 war er Gemeinderat in Teufen und ab 1901 bis 1907 in Herisau. Von 1903 bis 1921 war er Kantonsrat als zweiter Vertreter der Arbeiterschaft. Ab 1909 bis 1923 amtierte er Bezirksrichter.
Für den Ausserrhoder Sitz im Nationalrat war er 1896 und 1902 Kandidat des Arbeiterbundes. Neben Howard Eugster gilt Jakob Hertz als wichtigster Exponent der sozialistischen Arbeiterbewegung Appenzell Ausserrhodens. Der Grütlianer Jakob Hertz veröffentlichte zahlreiche Artikel in der sozialistischen Presse. Besondere Anerkennung erlangte er mit seinem Amt als Bezirksrichter. Zu dessen Gunsten baute er seine ärztliche Tätigkeit zunehmend ab. Ebenfalls war er ein Mitglied der Freimaurer.

## Werke
- Subventionierung des Krankenkassenwesens in Appenzell Ausserrhoden. Herisau: Schläpfer und Cie. 1901.
- Die Waisenkinder der Gemeinde Herisau: Eine Statistische Erhebung. Bern: Stämpfli 1902.
- Unserm Kinde: Aphorismen zur Erziehung und Charakterbildung: eine Mitgabe für junge Mütter. Zürich: Verlag von Th. Schröter 1905.

## Archive
- Manuskript von Jakob Hertz im Gemeindearchiv Herisau.